# Saint-Géraud

Saint-Géraud este o comună în departamentul Lot-et-Garonne din sud-vestul Franței. În 2009 avea o populație de 75 de locuitori.

## Evoluția populației
| An        | 1975 | 1982 | 1990 | 1999 | 2006 | 2009 |
| --------- | ---- | ---- | ---- | ---- | ---- | ---- |
| Populație | 86   | 73   | 63   | 66   | 67   | 75   |